# Российский аукционный дом
Росси́йский аукцио́нный до́м  или РАД — аукционный дом, площадка для продажи государственного, корпоративного, банковского, проблемного и частного имущества по всей территории России, проведение закупок для обеспечения государственных и муниципальных нужд. Полное наименование — Акционерное общество «Российский аукционный дом». 
Создан в соответствии с распоряжением Правительства РФ № 1186-р от 19 августа 2009 года, в рамках форума PROEstate 2009.
Генеральный директор — Степаненко Андрей Николаевич. Имеет собственную электронную торговую площадку Lot-online, на которой проходят все торги РАД в рамках продаж и закупок.

## Филиалы и представительства
- Санкт-Петербург (головной офис)
- Москва
- Владивосток
- Нижний Новгород
- Новосибирск
- Самара
- Краснодар
- Красноярск
- Екатеринбург
- Тюмень
- Ярославль
- Иркутск
- Казань
- Воронеж

## История

### 2009 год
- 19 августа — основание ОАО «Российский аукционный дом»[2].
- 26 октября — Российский аукционный дом провел первые торги[4].
- 30 декабря — подписание договора о реализации имущества ООО «Сбербанк-Капитал»[5].

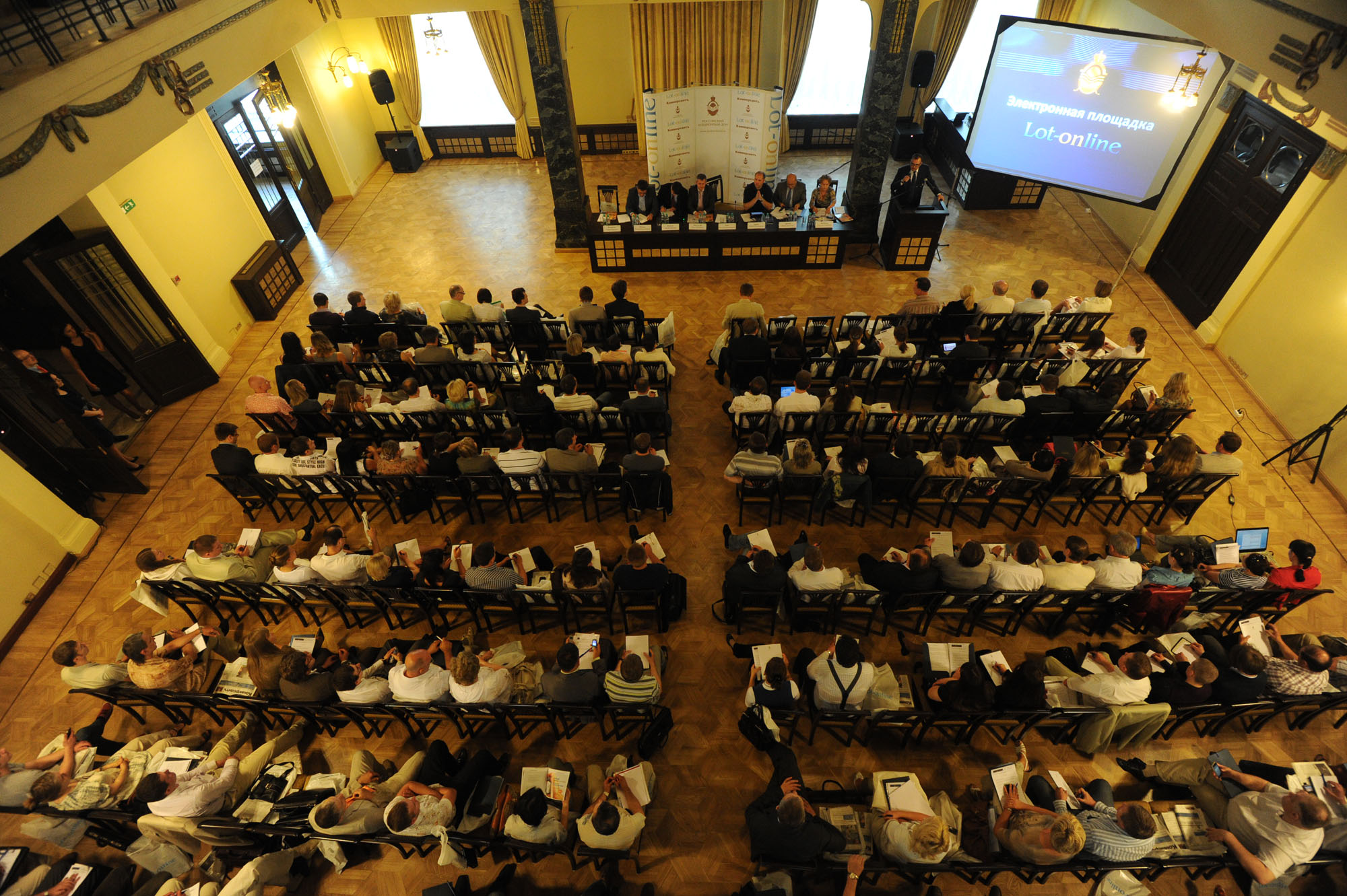
Классические торги в аукционном зале РАД в Москве

### 2010 год
- 25 марта — первые торги по продаже заложенного имущества посредством аукциона[6].
- Июль — Российский аукционный дом стал партнёром Ассоциации банков Северо-Запада в проекте создания единой базы залогового имущества банков с целью его реализации «zalog 24»[7].
- 11 октября — Министерство экономического развития РФ сертифицировало электронную площадку Российского аукционного дома для проведения открытых торгов в электронной форме при продаже имущества банкротов[8].
- 12 октября — открыт первый филиал Российского аукционного дома в Нижнем Новгороде[9].
- 25 октября — Правительство РФ выбрало Российский аукционный дом в качестве одного из продавцов госимущества[10].
- 9 декабря — Российский аукционный дом провел первый аукцион по продаже предметов искусства и антиквариата[11].

В течение года подписаны договоры о сотрудничестве с ОАО «Российские железные дороги», Сбербанком России и ООО «Сбербанк-Капитал».

### 2011 год
- 22 марта — Российский аукционный дом провёл торги по участкам строительной компании ЛЭК в Парголово (Санкт-Петербург)[14].
- 6 октября — на аукционе в Москве продан пакет 24,99 % акций ОАО «Новинский бульвар, 31» (владелец «Новинского пассажа»)[15].
- С ноября, в соответствии с законом РФ 223-ФЗ, проводятся закупки на электронном портале trade.lot-online.ru[16].
- 22 декабря — аукцион по продаже 100 % акций московской гостиницы «Националь»[17].
- 27 декабря — на аукционе по поручению Департамента имущества города Москвы (ДИГМ) продан пакет акций (25%+1) ОАО «Курьяновское» (складские помещения в Москве)[18].

В течение года были открыты филиалы в Москве, Новосибирске и Ростове-на-Дону.

### 2012 год
- 29 марта — На московской аукционной площадке РАД состоялся аукцион по продаже 49 % акций ОАО «Косметическое объединение „Свобода“»[22].
- 23 мая — по поручению Департамента имущества города Москвы (ДИГМ) на аукционе продано 26 % акций ОАО «Мостелесеть»[23].
- 23 мая — Российский аукционный дом представил в рамках выставки FotoMixFight Limited Edition (Москва) более 30 фоторабот, подготовленных к первому аукциону фотографии[24].
- 2 июня — В рамках аукциона по продаже предметов искусств и антиквариата был проведен первый в российской аукционной практике аукцион фотографии[25].
- Сентябрь — заключил соглашение с Банком «Санкт-Петербург» о кредитовании покупателей лотов на аукционах РАД[26].
- 28 сентября — Российский аукционный дом продал 44,2 % пакета акций ОАО «Ханты-Мансийский банк»[27].
- Октябрь — Стало известно, что Южный филиал Российского аукционного дома выставил на продажу 100 % долей ООО «Гостиница „Ростов“»[28].
- 29 ноября — Российский аукционный дом провел торги по продаже здания кухни дворца Вел. кн. Михаила Николаевича в Красном Селе[29].
- 25 декабря — Российский аукционный дом и подписал соглашение об участии ОАО «Сбербанк России» в проекте всероссийской витрины банковских залогов, согласно которому предлагаемые к продаже залоговые объекты Сбербанка будут выставляться на специально созданном ресурсе в интернете[30].
- 25 декабря — ОАО «Российский аукционный дом» получило аккредитацию в качестве оператора электронной торговой площадки при проведении открытых торгов в электронной форме при продаже имущества должников в ходе процедур, применяемых в деле о банкротстве при НП «МСО ПАУ»[31][32].

В декабре на электронной площадке Российского аукционного дома открылось новое направление — экспресс-оценка движимого и недвижимого имущества.
Декабрь — Российский аукционный дом вступил в Ассоциацию российских банков.
В 2012 году Российский аукционный дом в рамках совместной программы со Сбербанком России открыл филиал в Тюмени.

### 2013 год
- 31 января — Председатель правительства РФ Дмитрий Медведев подписал распоряжение о привлечении компании «Российский аукционный дом» для организации и осуществления функций продавца приватизируемого федерального имущества.[35] Всего на продажу выставлено 36 пакетов акций госкомпаний, среди которых: «Ленметрогипротранс», «УАЗ», «Мурманское морское пароходство», «Северное морское пароходство», ОАО «Центродорстрой», аэропорт «Анапа» и другие[36].
- 8 апреля — Российский аукционный дом провел первый букинистический аукцион в Москве[37].
- 28 мая — по поручению Министерства культуры Российской Федерации компания привлекается в качестве продавца 22 объектов федерального имущества. Первым объектом продажи стал особняк XIX века на Школьной улице в Москве[38].
- 4 июля — Российский аукционный дом передал в дар будущему музею Первой мировой войны 10 стеклянных негативов с групповыми снимками военного времени в одном из госпиталей Петрограда[39].
- 5 августа — Ассоциация российских банков и Российский аукционный дом объявили о создании всероссийской базы непрофильных и проблемных активов, находящихся в ведении кредитных организаций, страховых и лизинговых компаний[40].
- 5 августа — Российский аукционный дом продал на торгах Павильон сельскохозяйственного машиностроения «Шестигранник» в ЦПКиО имени Горького[41].

### 2014 год
- 31 марта — продан пакет акций ОАО «Птицефабрика «Челябинская»[42][43].
- 9 апреля – на продажу выставлены земельные участки мясоперерабатывающего комбината «Самсон»[44][45].
- 29 июля — в соответствии с Распоряжением Правительства РФ от 29 июля 2014 года №1419-р, Российский аукционный дом (РАД) стал официальным продавцом 159 государственных пакетов акций обществ, подлежащих приватизации в 2014-2016 гг[46][47].
- 12 августа — РАД выбран официальным продавцом муниципального имущества Казани в рамках приватизации[48][49].
- 19 августа — ОАО «Распорядительная дирекция Министерства культуры России» поручила Российскому аукционному дому организацию аукционов по привлечению частного бизнеса к реставрации исторических усадеб в Московской области. В перечень вошли такие объекты как: усадьба «Гре́бнево», усадьба Герцена, усадьба Покровское-Засекино, усадьба Болдино, дача купца Ивана Александренко, усадьба Никольское-Урюпино и усадьба Дедешино[50].
- 18 октября – Совместно с Домом книги «Зингер» проведен второй букинистический аукцион[51][52].
- 18 декабря — проданы 100% долей компании ООО «Файв Стар», которая владеет зданием на Исаакиевской площади в Санкт-Петербурге в пер. Антоненко, д.2. Победителем стала южнокорейская компания Lotte Hotels & Resorts [53].

### 2015 год
- 21 сентября — проведены первые торги по продаже государственной недвижимости в рамках приватизации (Приказ № 1914-р от 28.09.2015 г.)[54].
- 9 декабря — в соответствии с Распоряжением Правительства РФ от 4 декабря 2015 года №2488-р, Российский аукционный дом (РАД) вошел в перечень из шести электронных торговых площадок, аккредитованных для продажи государственного и муниципального имущества[55][56].

### 2016 год
- распоряжением Правительства РФ от 31 декабря 2016 года №2933-р электронная площадка Российского аукционного дома (РАД) аккредитована для проведения аукционов в рамках 44-ФЗ «О контрактной системе в сфере закупок товаров, работ, услуг для обеспечения государственных и муниципальных нужд»[57][58].
- за первое полугодие 2016 года по поручению Росимущества в рамках прогнозного плана приватизации РАД реализовал 12 федеральных пакетов акций на сумму 1,5 млрд. рублей[59]
- Рейтинговое агентство Эксперт РА присудило ЭТП РАД награду в номинации «За прорыв года и старт работы по 44-ФЗ»[60].
- В 2016 году РАД совместно с Домом книги «Зингер» провел VII и VIII букинистический аукционы в Петербурге. Среди проданных лотов: уникальная коллекция иллюстрированных почтовых открыток «Униформы Первой империи» 1906-1941 гг и автограф адмирала Колчака[61][62].
- 17 февраля - в рамках приватизации реализован 100% пакет акций ОАО «Свердловскавтодор»[63].
- 5 сентября - Российский аукционный дом стал официальным продавцом непрофильного имущества Внешэкономбанка[64].

### 2017 год
РАД и Домом книги «Зингер» провели XIII и IX букинистические аукционы в Петербурге. Среди проданных лотов: автограф американского астронавта Нила Армстронга генеральный план реконструкции Москвы 1936 года первое отдельное издание романа «Анна Каренина» Л.Н.Толстого, план города Санкт-Петербурга 1718-1720 гг., первое издание «Приключений Незнайки и его друзей» с дарственной надписью автора Н. Носова.
- 2 июня на ПМЭФ-2017 АО «РАД» подписал рамочный договор о сотрудничестве с АИЖК для совместной реализации земельных участков в целях жилищного строительства по всей территории РФ[67].
- 6 июня – Новосибирский аффинажный завод был продан за 880 млн. рублей. Владельцем предприятия стало ООО «Центр управления недвижимостью», входящее в холдинг AEON[68][69].
- 11 сентября – АО «РАД» выступил инвестконсультантом при реализации 100% пакет акций АО «Сибгипробум» и АО «Детская литература»[70].
- 28 декабря – В интересах казны Московской области состоялся аукцион по продаже 12,665% ОАО «Центральная пригородная пассажирская компания». Покупателем выступила туристическая компания «Октопасс», работающая под брендом Travel Card. В результате реализации этого пакета Центральная пригородная пассажирская компания стала полностью частной компанией[71][72].

### 2018 год
- 22 марта – РАД продал на торгах знаменитый ресторан «Каскад» в центре Сочи за 216,1 млн  рублей[73] Ресторан известен тем, что именно там И. Бродский написал свое стихотворение из цикла «Альберт Фролов»[74].

```
«…Я двинул наугад
 

по переулкам, уходившим прочь

от порта к центру, и в разгаре ночи

набрел на ресторацию "Каскад"…»
```

- 26 марта – по итогам конкурсного отбора РАД стал официальным продавцом имущества Нижнего Новгорода[75].
- 5 апреля – на торгах продан федеральный пакет акций ОАО «Специальный проектно-изыскательский институт». Один из проектов института – проектирование изолятора «Кресты-2» в Петербурге, в который переехал старый изолятор «Кресты»[76].
- 17 мая – РАД нашел инвестора на реставрацию усадебного комплекса Гребнево в Московском области. Реставрацией займется известный бизнесмен и музыкант Андрей Ковалёв[77].
- 25 мая – на Петербургском международном экономическом форуме Агентство по страхованию вкладом (АСВ) и РАД подписали соглашение о сотрудничестве в рамках реализации имущества ликвидируемых банков[78].
- 30 мая – на торгах продан пакет акций одной из крупнейших страховых компаний России – ГСК «Югория» за 2,8 млрд рублей, в рамках приватизации имущества ХМАО-Югры[79].
- Весной РАД провел X юбилейный букинистический аукцион. Редкие книги были выставлены в чудом уцелевших интерьерах императорской яхты «Полярная звезда». Среди лотов аукциона: одно из первых изданий «Недоросля» Фонвизина от 1800 года и уникальный автограф Анны Ахматовой[80].
- 9 октября – на торгах продана территория бывшего завода «Хейнекен» в Калининграде [81]
- 27 ноября – на торгах продана бывшая производственная площадка ИЦ «Буревестник» (входит в группу Алроса) у моста Александра Невского в Петербурге[82].
- в начале декабря РАД провел букинистический аукцион, на котором среди прочих лотов было продано прижизненное издание знаменитой поэмы Пушкина «Полтава»[83].
- 24 декабря – РАД избран официальным продавцом имущества Ярославля в рамках приватизации[84].

### 2019 год
- В начале апреле продано 3 га под строительство жилого комплекса рядом с Галерной гаванью в Петербурге. Покупателем стала дочерняя структура Газпромбанка – «Газпромбанк-инвест»[85].
- 15 апреля – продано два недостроенных гостиничных комплексов во Владивостоке на мысе Бурный и бухте Золотой Рог. Общая стоимость – 3,7 млрд рублей. Покупателем стала компания, связанная с Олегом Дерипаска[86].
- 24 июня на торгах были проданы права (требования) по кредитам Сбербанка к ООО «Центральный рынок – Столичные гастрономы». В залоге находился универмаг «Цветной» рядом со станцией метро «Цветной Бульвар». Выкупило лот за 4,2 млрд рублей ООО «Бонум менедежмент» (входит в инвест группу Bonum Capital)[87].
- В начале июня в Петербурге прошел букинистический аукцион, на котором была продана первая в мире Библия на русском языке (Острожская Библия) [88].
- 12 сентября – в Петербурге прошли первые торги «Памятник за рубль». В аренду сдан памятник регионального значения, также известны как библиотека лесопильного производства братьев Колобовых.
- В начале октября Российский аукционный дом был избран организатором торгов по продаже имущества Петербурга в рамках приватизации[89]
- В октябре РАД подвел итоги торгов по государственным квотам на вылов краба. Суммарная стоимость 35 лотов составила – 145,3 млрд рублей. С победителями торгов Росрыболовство заключит договор на 15 лет[90].
- В ноябре РАД выиграл конкурс на выбор продавца на реализацию имущества Московской области в рамках приватизации. Договор с РАД будет заключен на 5 лет[91].
- Электронная площадка РАД заняла 1 место на рынке площадок, работающих в сфере банкротства [92].
- На зимним букинистическом аукционе была продана поэма Владимира Маяковского «Война и мир» с дарственной надписью Лиле Брик за 790 тысяч рублей [93].
- В декабре РАД избран официальным продавцом имущества Астраханской области в рамках приватизации[94].

### 2020 год
- 9 января в рамках федеральной приватизации продано 2,74% Национального резервного банка. Торги проходили по поручению Росимущества[95].
- 14 января РАД избран официальным продавцом имущества ХМАО – Югры до 2022 года[96].
- 16 марта по поручению АСВ, в рамках банкротства компании ОАО «ЦентрСтройГрупп», продана часть БЦ «Смольная,2» в Москве. Цена продажи – 267 млн рублей[97].
- 11 июня АО «Россельхозбанк» заключило соглашения с Сбербанком и АО «Российский аукционный дом» с целью сотрудничества при реализации залогового имущества и непрофильных активов[98].
- 17 июня на XIV букинистическом аукционе продана книга «Записки из мертвого дома» Фёдора Михайловича Достоевского с уникальным автографом автора на титульной странице. Цена продажи – 5,5 млн рублей. Также был продан автограф Владимира Путина 25-летней давности[99].
- 31 июля банк непрофильных активов «Траст» и РАД заключили договор о сотрудничестве[100].
- 18 августа РАД продал парк-отель «Потемкин» в Царском Селе в рамках ликвидации Международного банка Санкт-Петербурга. Цена продажи – 361 млн рублей. Покупатель – ООО «Арена»[101].
- 25 августа РАД по поручению АСВ продал бывший офис банка АО АКБ «Газбанк» в центре Самары. Победитель предложил за лот 363,1 млн рублей[102].
- 31 августа РАД выбран единственным агентом по продаже 95 пакетов акций из прогнозного плана приватизации федерального имущества на 2020 – 2022 гг[103].
- 7 сентября РАД выбран продавцом имущества города Красногорск Московской области в рамках приватизации сроком на 5 лет[104].
- 18 сентября с двукратным превышением проданы 19 бывших магазинов торговой сети «Холидей» в Сибири. Суммарная цена продажи – 717 млн рублей.  Имущество находилось в залоге у Газпромбанка[105].
- 16 октября продан бывший офис банка «Адмиралтейский» в районе Золотой Мили в Москве. Торги проходили по поручению АСВ[106]
- 19 октября за 798 млн рублей продано крупнейшее предприятие по разведению рыбы в ХМАО-Югре - АО «Югорский рыбоводный завод». Торги проходили в рамках региональной приватизации[107].
- 29 октября по поручению АСВ продан БЦ класса «А» Монблан на Большом Сампсониевском проспекте в Петербурге. Цена продажи – 593,4 млн рублей. Продажа проходила в рамках ликвидации банка «Советский»[108].
- 30 октября по поручению Росрыболовства реализованы квоты на вылов глубоководного краба на Дальнем Востоке. Суммарная цена продажи – 1,16 млрд рублей. Покупатель – ЗАО «Тефида»[109].
- 9 ноября РАД продал земельный участок 42,7 га под жилую застройку рядом со Стрельной. Продажа состоялась по поручению дочерней компании Сбербанка – ООО «СБК Актив»[110].
- 27 ноября в интересах комитета имущественных отношений Санкт-Петербурга был продан исторический особняк XX века О.В. Серебряковой в Петербурге. Победителем торгов стал «Европейский университет в Санкт-Петербурге»[111].
- 4 декабря по поручению дочерней структуры РЖД продано здание бывших центральных железнодорожных касс на канале Грибоедова в Санкт-Петербурге за 1,15 млрд руб. Здание касс стало декорациями к фильму «Ирония судьбы, или с легким паром», здесь была снята сцена, в которой Надежда шла за билетами на поезд до Москвы для Жени Лукашина[112].
- 9 декабря на XV зимнем букинистическом аукционе проданы: прижизненные издания басен Ивана Андреевича Крылова и поэмы А.С. Пушкина «Полтава»[113].
- 18 декабря РАД реализовал права требования Сбербанка к авиакомпании «ЮТэйр». Цена продажи - 1,2 млрд. рублей. Покупатель - Банк «Россия»[114].
- 23 декабря за 2 млрд руб. продан БЦ «Чайка-плаза 10» на юге Москвы. Продажа проходила в рамках процедуры банкротства ООО «Рост капитал». Покупателем стало АО «Управляющая компания РБТ»[115].

### 2021 год
- 15 февраля РАД продал памятник «Аленке» из Нововоронежа за 2,6 млн рублей. Покупателем стал местный девелопер, в планах которого установить арт-объект в будущем парке скульптур Сити-парка «Град»[116].
- 18 февраля продан лучший бизнес-отель Астрахани – «Золотой Затон». Продажа проходила по поручению АСВ в рамках банкротства Газбанка[117].
- 24 февраля по поручению ПАО «ФСК ЕЭС» продан офисно-складской комплекс рядом с Кусковским парком в Москве. Цена продажи – 356,72 млн рублей[118].
- 26 февраля по поручению Росимущества продан пакет акций АО «Томский Кристалл» в рамках федеральной приватизации. Покупатель – ООО «Аграрная Группа - капитал» (дочерняя структура Сибагро)[119].
- 24 марта в рамках Всероссийского форума-выставки «Госзаказ» был подписан меморандум о создании в России единого веб-сервиса для закупок малого объёма, который будет реализован на базе единого агрегатора торговли «Березка». Меморандум подписали пять электронных торговых площадок: электронная торговая площадка Российского аукционного дома – Lot-online, Единый агрегатор торговли «Березка», РТС-маркет, ОТС-маркет и  «Биржевая площадка»[120].
- 28 апреля на торгах проданы помещения в здании бывших офицерских казарм лейб-гвардии Измайловского полка (бывший дом М. А. Гарновского) в центре Петербурга. Цена продажи – 351 млн рублей[121].
- 18 мая на торгах РАДа найден инвестор на аэропорт Элиста в Калмыкии. Цена сделки – 37,5 млн рублей. Покупателем стала крупнейшая сеть региональных аэропортов «Новапорт инвест»[122]
- 27 мая на торгах продана записка Распутину своему убийце за 760 тыс. рублей[123]
- 28 мая РАД провел первый в России благотворительный винный аукцион[124]
- 2 июня на торгах были проданы знаменитые Ушаковские бани в Санкт-Петербурге за 30,3 млн рублей[125]
- 3 июня исторический особняк "Городская усадьба, вторая половина XIX века – Главный дом 1864 г." в центре Москвы, на Верхней Красносельской ул., нашёл нового владельца за 150,8 млн рублей[126]
- 8 июня С 70% превышением продан крупнейший в России и Европе производитель ПЭТ-тары – ГК «Экопэт». Цена сделки – 6,45 млрд рублей.[127]
- 16 июня по поручению Россетей РАД продал бизнес-центр в центре Екатеринбурга за 328,6 млн рублей[128]
- 29 июня продан[129] федеральный пакет акций АО «Международный Аэропорт Магнитогорск»
- С рекордным превышением, в 2 млрд рублей, продано АО «Чукотрыбпромхоз», владеющее квотами на вылов морских биоресурсов на Дальнем Востоке. Цена сделки – 4,6 млрд рублей[130]
- 3 сентября на торгах РАД найден [131] новый владелец для аэропорта Оренбург. Покупатель – компания Романа Троценко
- В конце октября на торгах найден инвестор [132] на часть здания Мытного двора в Санкт-Петербурге
- На осеннем букинистическом аукционе продан[133] автограф Лаврентия Берии за 1,18 млн рублей

### 2022 год
- РАД и РТ-капитал продлили договор о сотрудничестве до 2025 года [134]
- Продан усадебный комплекс графов Шуваловых в Выборгском районе Санкт-Петербурга[135]
- С пятикратным превышением цены продан автограф Чехова, за 520 000 рублей[136]
- Продан федеральный пакет акций петербургского предприятия по производству подшипников – АО «Звезда-Редуктор»[137]
- Продан федеральный пакет акций крупнейшего в России производителя микроэлектроники – АО «Микрон» (8,0907% акций)[138]
- Электронная торговая площадка РАД Lot-online  и сервис Сбербанка по продаже непрофильных и залоговых активов Портал DA провели техническую интеграцию[139]
- Продан один из крупнейших заводов цемента ЮФО – «Атакайцемент»[140]
- Продан бывший офис Росгосстраха на юго-западе Москвы, за 976 млн рублей[141]
- Имущество Сбербанк-Лизинга будет продаваться на торгах РАДа[142]
- Один из крупнейших агропромышленных холдингов на Урале – ГК «Здоровая ферма» приобрела на торгах РАДа ГК «Черкизово»[143]
- Объединённая зерновая компания продала на торгах РАДа комплекс по перевалке зерновых грузов. Цена продажи – 1 млрд рублей.[144]
- Компания «Черкизово» приобрела на торгах РАДа крупнейшую птицеводческую компанию Башкирии – ГК «Русское зерно», за 6,3 млрд рублей[145]
- С рекордным превышением начальной цены на 4,32 млрд рублей, продан один из ведущих производителей сельхоз продукции в России – ГК «РОСТАГРО». Цена продажи – 18,75 млрд рублей. Покупателем стала компания АЕОН.[146]

### 2023 год
- РАД нашёл покупателя на бывшую суконную фабрику в Истринском районе Московской области. Покупателем стала группа компаний «Садовая кольцо»[147].
- По итогам I квартала 2023 года торги РАДа пополнили казну Санкт-Петербурга на 840 млн рублей[148].
- По итогам торгов РАДа был найден инвестор для строительства комплекса по перевалке рыбной продукции у Русского моста во Владивостоке. Цена лота выросла почти втрое и составила 3,46 млрд рублей[149].
- Книга Огюста Монферрана об истории возведения Александровской колонны продана на торгах за 1,2 млн рублей[150].
- РАД стал официальным продавцом имущества ВЭБ.РФ[151].
- Бывшее здание Сбербанка СССР в центре Екатеринбурга продано на торгах за 297,3 млн рублей[152].
- В рамках ВЭФ состоялся первый в современной России соколиный аукцион, одним из организаторов которого стал РАД[153].
- Площадку РАД выбрали в качестве оператора торгов по распределению долей квот на вылов крабов[154].

## Благотворительность
Российский аукционный дом ведет благотворительную деятельность.
2010 — Российский аукционный дом при поддержке Правительства Санкт-Петербурга выступил генеральным спонсором аукциона «Цвета победы», посвященный 65-й годовщине победы в Великой Отечественной войне.
2011 — компания приняла участие в организации благотворительного вечера по сбору средств на реабилитацию и организацию летнего отдыха для детей, находящихся в трудной жизненной ситуации, совместно с благотворительным фондом помощи гражданам, оказавшимся в трудной жизненной ситуации «Шаг навстречу» и «Гранд Отелем Европа».
2013 - аукционный дом провёл благотворительный аукцион в рамках ежегодной Петербургской Рождественской Ярмарки.
Государственный музей-заповедник «Царское село» получил в дар от аукционного дома 10 стеклянных негативов со снимками, относящимися к военной кампании 1914—1918 годов. На предаукционной выставке в «Доме книги» Государственный музей-заповедник «Петергоф» получил в дар от Российского аукционного дома книгу Е. С. Шумигорского «Императрица Мария Феодоровна. Её биография» 1892 года издания и «Билет для пропуска экипажа к местам торжеств в дни пребывания Их Императорских Величеств в Москве в августе 1912 года». Государственный музей-заповедник «Павловск» получил в дар от Российского аукционного дома часть утраченной музейной коллекции — 3 офорта Емельяна Корнеева.
2014 — РАД провёл благотворительный аукцион в Тюмени по сбору средств для создания уникального Центра по ранней помощи, диагностике и лечению аутизма «Маленький принц» в рамках благотворительного вечера «Большие надежды».
2018 - РАД провел благотворительный аукцион по продаже художественных произведений петербургских художников. Все вырученные средства пошли на создание мемориального комплекса «Могила неизвестного солдата Первой мировой войны» и восстановление памятника культуры «Царскосельское Братское кладбище российских воинов, погибших в Первой мировой войне 1914-1918 годов.